# Kinlough
Kinlough (irisch Cionn Locha, deutsch: Ende [des] Sees) ist ein Dorf im County Leitrim im nördlichen Binnenland der Republik Irland. Die Einwohnerzahl von Kinlough wurde beim Census 2022 mit 1196 Personen ermittelt.

## Der Ort
Kinlough liegt im nördlichen Teil des County Leitrim an einem Ausläufer am westlichen Ufer des Lough Melvin und am Fuß der Dartry Mountains. Durch die Ortschaft führt die R280 von Bundoran kommend nach Manorhamilton. Im Ortszentrum geht von ihr die R281 nach Rossinver.

## Geschichte
Mehrere Megalithanlagen deuten darauf hin, dass schon frühzeitig eine Besiedlung erfolgte. Das Portal Tomb von Aghanlish liegt etwas außerhalb von Kinlough. Südlich von Kinlough befindet sich auch das Court Tomb von Aghaderrard.
1997 wurden etwa 10 Kilometer südöstlich von Kinlough die Knochen des Braunbären in der Poll na mBear gefunden.

## Persönlichkeiten
- James Gallagher († 1751), römisch-katholischer Bischof von Kildare und Leighlin
- Arthur Francis George Kerr (1877–1942), Botaniker
- James Kilfedder (1928–1995), Politiker der Unionist Party

## Sehenswürdigkeiten

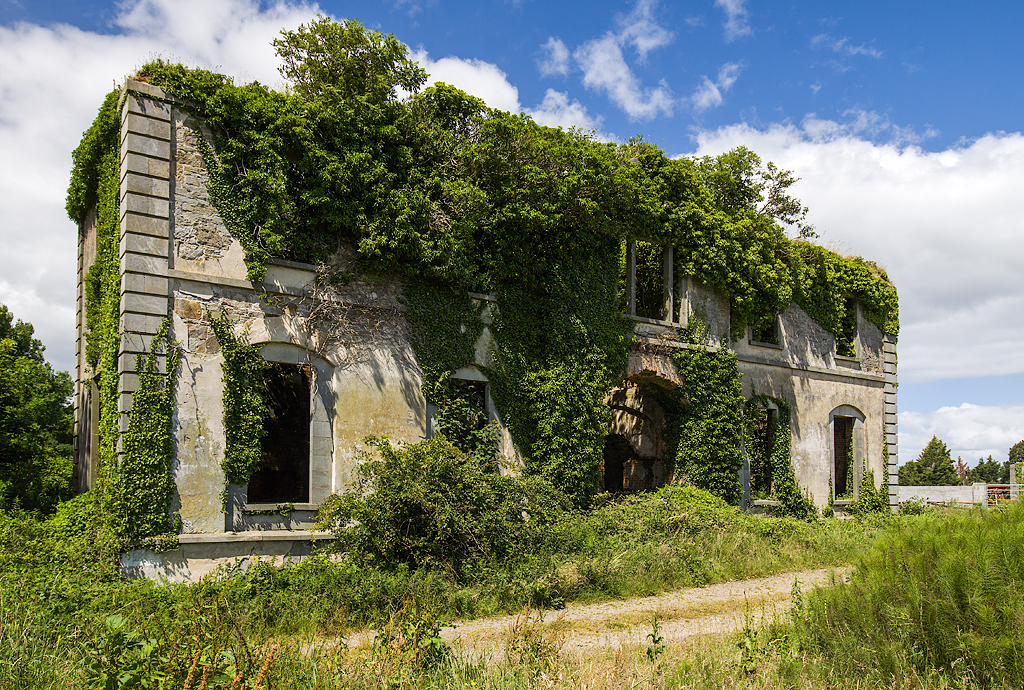
Ruine von Kinlough House
- katholische St. Aidan’s Church
- anglikanische Kirche

- Ruine von Kinlough House